# ピカソ・トリガー/ダラス・コネクション
『ピカソ・トリガー/ダラス・コネクション』（原題：The Dallas Connection）は、1994年製作のアクション・アドベンチャー映画。
アンディ・シダリスの息子であるクリスチャン・ドリュー・シダリスが脚本・監督を務め、A・シダリス自身は製作を担当した。ブルース・ペンホール、マーク・バリエール、ジュリー・ストレイン主演。
アンディ・シダリス製作の「トリプルB」シリーズ第10弾。

## キャスト
- Chris Cannon - ブルース・ペンホール（英語版）
- Mark Austin - Mark Barriere
- "Black Widow" - ジュリー・ストレイン
- Antonio Morales - Rodrigo Obregon
- サマンサ・マックス (Sam Phillips) - サマンサ・フィリップス（英語版）
- コブラ - ジュリー・K・スミス（英語版）
- スコーピオン - ウェンディ・ハミルトン
- フー - ジェラルド・オカムラ（英語版）[1]
- Cowboy's Hostess - Kym Malin

## 「トリプルB」シリーズ
本作は、アンディ・シダリスのトリプルBシリーズ第10弾に含まれているが、A・シダリスは製作のみに関わり、キャラクターやストーリーなども異なっている。